# Lothar Hennig

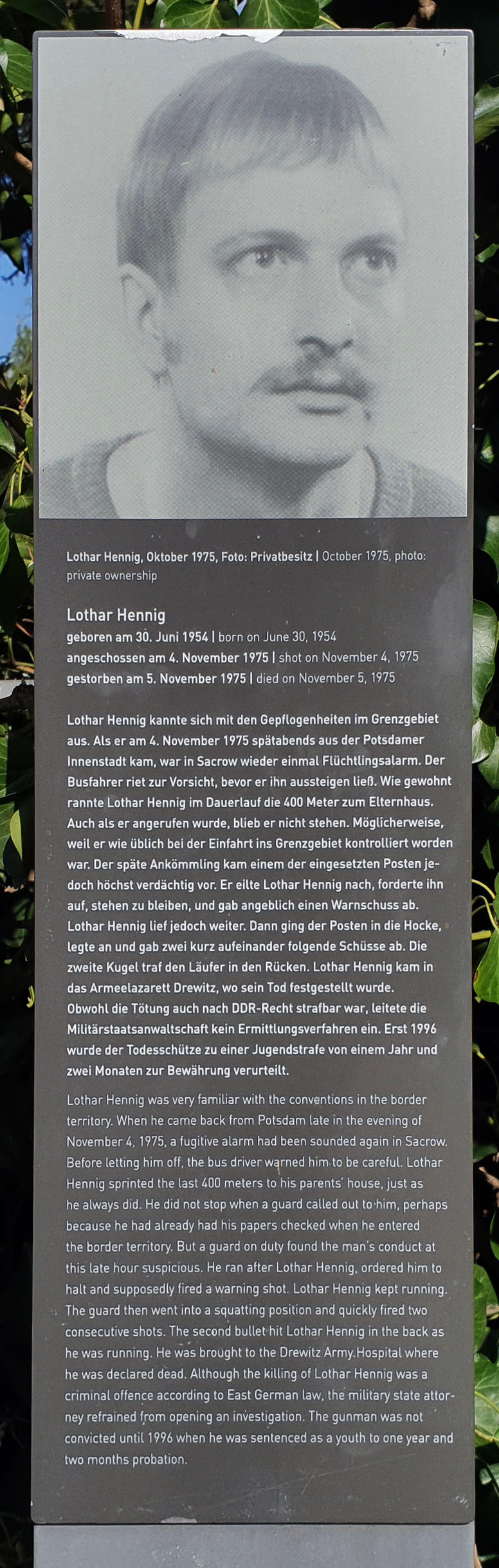
Gedenktafel, Kladower Straße 1, in Potsdam

Lothar Hennig (* 30. Juni 1954 in Potsdam; † 5. November 1975 ebenda) war ein Todesopfer an der Berliner Mauer. Ein Angehöriger der Grenztruppen der DDR erschoss ihn, als er im grenznahen Sacrow nach Hause lief.

## Leben
Lothar Hennig wuchs in Sacrow auf. Der Ort war während der deutschen Teilung nur über eine einzige Zugangsstraße zu erreichen und stand unter besonderer Bewachung der Grenztruppen und des Ministeriums für Staatssicherheit (MfS). Ein Passierschein oder ein Sonderstempel war nötig, um in den Ort zu kommen. Nach der Schule machte er eine Ausbildung zum Lackierer beim VEB Geräte- und Reglerwerk Teltow. Seit Mai 1975 arbeitete er bei der PGH Autoservice Potsdam.
Am Nachmittag des 4. November 1975 war er bei einem Gespräch mit seinem MfS-Führungsoffizier in Potsdam. Seit April 1975 war er Inoffizieller Mitarbeiter des MfS. Anschließend suchte er eine Gaststätte auf und betrank sich, bevor er mit dem Bus zurück nach Sacrow fuhr. Der Busfahrer, ein Cousin von Lothar Hennig, ließ ihn an der Ecke seiner Wohnstraße heraus. Zuvor hatte er ihn informiert, dass in Sacrow Fluchtalarm herrsche und die Grenzposten mit Verstärkung unterwegs seien. Die Strecke von 400 Metern von der Ecke der Straße bis zu seinem Elternhaus legte er im Dauerlauf zurück, wobei er von einem Grenzposten gesehen wurde. Dieser gab an, Lothar Hennig zum Halt angerufen zu haben, bevor er im Knien einen Schuss in die Richtung des Läufers abgab. Ein Projektil traf Lothar Hennig in den Rücken. Es blieb ungeklärt, ob es sich um einen Querschläger handelte oder einen zweiten Schuss. Zusammen mit einem weiteren Grenzposten leistete der Schütze Erste Hilfe. Eine Stunde später kam ein Arzt hinzu und der Transport des Verletzten in das Armeelazarett Potsdam-Drewitz begann. Dort starb Lothar Hennig gegen 1.30 Uhr am Folgetag. Bei der Obduktion kam heraus, dass seine Lunge durch den Schuss zerstört worden war und er innerlich verblutete.
Weder eine kriminaltechnische Untersuchung des Tatorts noch ein Ermittlungsverfahren durch die Militärstaatsanwaltschaft fand statt, obwohl die Tötung auch nach DDR-Recht strafbar war. Nach dem Ende der DDR musste sich der Schütze 1996 vor dem Landgericht Potsdam in einem Mauerschützenprozess verantworten und wurde zu einer Freiheitsstrafe von 14 Monaten auf Bewährung verurteilt.